# Ležiachov
Ležiachov es un municipio del distrito de Martin en la región de Žilina, Eslovaquia, con una población estimada a final del año 2024 de 164 habitantes.
Se encuentra ubicado al oeste de la región, cerca del curso alto del río Váh (cuenca hidrográfica del Danubio) y del parque nacional de Veľká Fatra.

## Demografía
| Año        | 1994 | 2004    | 2014    | 2024    |
| ---------- | ---- | ------- | ------- | ------- |
| Población  | 136  | 144     | 158     | 164     |
| Diferencia |      | +5,88 % | +9,72 % | +3,79 % |

| Año        | 2023 | 2024    |
| ---------- | ---- | ------- |
| Población  | 168  | 164     |
| Diferencia |      | −2,38 % |